# Gornja Šatornja
Gornja Šatornja (cyr. Горња Шаторња) – wieś w Serbii, w okręgu szumadijskim, w gminie Topola. W 2011 roku liczyła 494 mieszkańców.